# Порумбрей
Порумбрей (рум. Porumbrei) — село в Чимишлийском районе Молдавии. Является административным центром коммуны Порумбрей, включающей также село Новый Сагайдак.

## География
Село расположено на высоте 275 метров над уровнем моря.

## История
До 18.12.1946 г. носило название Митрополит.

## Население
По данным переписи населения 2004 года, в селе Порумбрей проживает 1380 человек (687 мужчин, 693 женщины).
Этнический состав села:
| Национальность | Число жителей | Процентный состав |
| -------------- | ------------- | ----------------- |
| молдаване      | 1359          | 98.48             |
| румыны         | 8             | 0.58              |
| русские        | 5             | 0.36              |
| украинцы       | 4             | 0.29              |
| болгары        | 3             | 0.22              |
| гагаузы        | 1             | 0.07              |
| Всего          | 1380          | 100%              |